# Frameworx
Frameworx, ранее NGOSS (англ. New Generation Operations Systems and Software) — концепция телекоммуникационной отраслевой организации TM Forum, описывающая подход к разработке, внедрению и эксплуатации прикладного программного обеспечения для предприятий электросвязи. Цель концепции — определить стандарты для бизнес-процессов операторов, форматы представления используемых в системах управления данных и интерфейсы взаимодействия со средой, в которую интегрируется решение.

## Состав концепции
Основу концепции образуют:
- расширенная карта бизнес-процессов еТОМ, описывающая структуру бизнес-процессов телекоммуникационных компаний;
- информационная модель SID, определяющая подход к описанию и использованию данных, задействованных в бизнес-процессах компании связи;
- карта приложений TAM, описывающая типовую структуру компонентов информационной среды предприятия связи;
- технологически нейтральная архитектура интеграции и договорные определения интерфейсов (англ. Technology Neutral Architecture and Contract Interface Definitions), определяющие принципы взаимодействия и интеграции приложений, данных и бизнес-процессов в распределённой среде;
- система контроля соответствия принципам (англ. compliance), позволяющая проверить компоненты на соответствие концепции.

## Особенности

### Разделение бизнес-процессов и применяемых технических компонентов
Когда OSS системы связаны вместе, бизнес-процессы, которые они поддерживают, распространяются на всю IT сферу предприятия. В результате возникает ситуация, когда некий процесс стартует из приложения A, которое обрабатывает некие данные и которое «знает», что затем оно должно вызвать приложение B, которое в свою очередь также произведёт обработку данных и вызовет приложение С и т.д. Как следствие, крайне тяжело определить какой из этапов процесса является текущим в данный момент (например, при выставлении счёта клиенту, как можно определить какое приложение (A, B или C) обрабатывает в данный момент информацию о счёте?). И ещё более сложной является задача изменения данного процесса, вследствие его распределённой природы.
NGOSS предполагает, что процесс должен управляться как часть централизованной инфраструктуры с использованием какого-либо механизма, обеспечивающего последовательность выполнения действий и ответственного за осуществление контроля хода бизнес-процесса от одного приложения до другого. Таким образом, данный механизм инициировал бы процесс на приложении A, которое затем бы возвращало контроль обратно. Затем данный механизм вызывал бы приложение B и так далее. В таком случае, было бы всегда возможно определить какой из этапов бизнес-процесса выполняется в данный момент времени, поскольку контроль за его ходом был бы уже централизованным. При этом изменения процесса могли бы производиться с использованием определённого инструментария упомянутого механизма. Ясно, что некоторые составляющие процесса нижнего уровня будут встроены в отдельные приложения, но это должно располагаться ниже того уровня, на котором выполняются значимые для бизнеса функции, то есть ниже того уровня на котором функционируют применяемые стандарты и политики предприятия.

### Распределённая система с нежёсткими связями между её элементами
Нежёсткая связь между элементами предполагает, что каждое приложение является сравнительно независимым от других приложений в рамках общей системы. Таким образом, в окружении с нежёсткими связями, в одно приложение могут быть внесены изменения без влияния на другие приложения, обычно неизбежное в подобных случаях. По крайней мере, данный принцип иногда может рассматриваться, как предоставление возможности внедрять приложения по схеме «plug and play», поскольку они являются настолько независимыми по отношению друг к другу, что могут быть заменены без влияния на систему в целом. 
Использование «распределённой системы» ещё раз подчёркивает, что NGOSS основан не на использовании телекоммуникационной компанией единого монолитного приложения для управления всеми операциями предприятия, но, вместо этого, предлагается использовать набор интегрированных и взаимодействующих друг с другом приложений.

### Общая информационная модель
Интеграция OSS систем означает, что приложения должны «уметь «обмениваться друг с другом различного рода данными. И чтобы данный процесс был эффективным, каждое приложение, должно «знать» как любое другое приложение «понимает» или интерпретирует тот или иной блок переданных данных. Чтобы разобраться в этом, можно использовать пример предоставления клиенту информации о счёте: приложение А принимает запрос клиента о выставленном счёте и производит отправку данной информации, используя при этом приложение Б (биллинговую систему). Приложение А будет иметь сведения об адресе клиента и необходимо чтобы приложение Б отправило счёт именно на этот адрес. Чтобы происходил обмен данными между системами им необходимо иметь стандартный формат информации об адресе: количество строк адресной информации, количество символов в каждой строчке – всё это для каждой системы должно быть одинаковым и каждое приложение знает с каким форматом работает другое приложение. Все достаточно очевидно и просто. Но можно вообразить трудности с которыми пришлось бы столкнуться, если приложение А работало бы с продуктами, которые состояли бы из нескольких подпродуктов (широкополосный доступ по медным линиям, модем, набор фильтров и широкополосного преобразования) и передавало бы весь спектр данных приложению Б, тогда как приложение Б ожидало получить только одну строчку данного продукта/заказа. Попытка преобразовать иерархические продукты в неиерархические, не теряя при этом информацию, была бы невозможна. Единая информационная модель для данных, которыми обмениваются приложения , обеспечивает решение этой проблемы. Решение от TMF называют Общей информационной моделью.

### Совместно используемая инфраструктура связи
Изначально (примерно в середине 80-х годов) OSS-системы развивались как отдельные приложения. Однако, вначале 90-х, стало очевидно, что применение данных систем как отдельных приложений было в высшей степени неэффективно, поскольку это приводило к ситуации, когда, например, заказ принимается в одной системе, а затем некие детали из данного заказа переносятся в другую систему в целях конфигурирования соответствующего сетевого оборудования. Главный выигрыш в эффективности от объединения отдельных OSS-систем – это приобретение такой возможности как «Flow-through provisioning» ( «мониторинг хода процесса»), когда заказ мог бы быть размещён онлайн и происходил бы автоматический мониторинг получаемого результата без участия персонала.
Однако, для крупных операторов связи с сотнями отдельных OSS-систем, быстрое увеличение интерфейсов стало серьёзной проблемой. Каждое OSS должно было "говорить" со многими другими, приводя к экспоненциальному росту числа интерфейсов при увеличении числа OSS-систем.
NGOSS описывает использование Совместно используемой инфраструктуры связи (Common Communications Infrastructure , CCI). В этой модели OSS-системы взаимодействуют с CCI, а не непосредственно друг с другом. CCI таким образом позволяет приложениям взаимодействовать, используя CCI, для их соединения. Таким образом, каждое приложение требует только одного интерфейса (к CCI), а не многих (ко всем другим приложениям). Таким образом, значительно снижена сложность всей системы.
Также CCI может обеспечивать другие сервисы, включая обеспечение безопасности, преобразование данных и т.д.

### Чётко установленные определённые интерфейсы
Давая выше описание принципа взаимодействия приложений с CCI, становится ясно, что необходимо иметь способ задокументировать эти интерфейсы, причём как с точки зрения применяемой технологии (например, Java/JMS или Web-сервисы/SOAP), так и с точки зрения функциональных возможностей приложения, используемых данных, начальных и конечных условий и т.д. Спецификации NGOSS обеспечивают возможность задокументировать эти интерфейсы и, таким образом, интерфейсы становятся чётко определены и установлены.
Спецификации NGOSS могут рассматриваться как дополнения к спецификациям API (Application Programming Interface).

## Применение
Концепция NGOSS, включающая в себя модели eTOM, SID, TAM и TNA, а также жизненный цикл решения в сочетании с методологией SANRR, представляет собой комплексную методологию разработки, внедрения, эксплуатации и развития систем OSS/BSS. С её помощью можно интегрировать в единую архитектуру бизнес-требования и технические аспекты деятельности оператора связи, автоматизировать бизнес-процессы в гетерогенных ИТ-средах, построить единую информационную инфраструктуру, строго ориентированную на выполнение бизнес-задач телекоммуникационной компании. Использование инструментов и методологий жизненного цикла NGOSS
может значительно способствовать достижению успеха в эффективном управлении компанией связи. Однако следует понимать, что сама возможность применения этих инструментов во многом зависит от готовности компании воспринимать изменения, готовности инфраструктуры к внедрению всеобъемлющей управляющей информационной системы, готовности персонала осуществлять внедрение, администрирование, а главное — использовать указанные инструменты в своей деятельности.